# 赫爾曼 (維德親王)
維德的赫爾曼（德語：Hermann zu Wied，1814年5月22日—1864年3月5日），維德親王，1836年至1864年在位。

## 家庭
1842年，赫爾曼與拿騷的瑪麗結婚，兩人共有2子1女：
1. 伊莉莎白（1843年—1916年），羅馬尼亞王后
2. 威廉（1845年—1907年），維德親王
3. 鄂圖（1850年—1862年），早逝